# Џошуа Чептегеи
Џошуа Кипруи Чептегеи (Капсевуи, 12. септембар 1996) угандски је тркач на дуге стазе. Чептегеи је актуелни светски рекордер на 5000 метара и 10.000 метара. До 2021. године имао је најбоље време на свету икада на дистанци од 15 километара. Чептегеи је олимпијски шампион на 10.000 метара (2024) и на 5000 м (2020), као и троструки светски шампион на 10 000 м. Освојио је златну медаљу на 5000 м и 10 000 м на Играма Комонвелта 2018. и на Светском првенству у кросу 2019.
Чептегеи је десети човек у историји који је истовремено држао светске рекорде на 5000 м и 10 000 м, оба су постављена 2020.

## Одрастање
Џошуа Чептегеи је рођен 12. септембра 1996. у Капсевуију, округ Капчорва, Уганда. У основној школи је прво играо фудбал и окушао се у скоку у даљ и троскоку, али је прешао на атлетику када је открио свој дар за трчање на дуге деонице.
Чептегеи је две године студирао језике и књижевност у Кампали. Запослен је у Националној полицији Уганде. Његов тренер је Ади Руитер.

## Светски рекорди
1. децембра 2019. Чептегеи је поставио нови светски рекорд за друмске трке на 10 км у Валенсији, Шпанија. Његово време од 26:38 побољшало је за 6 секунди претходни светски рекорд, којег је поставио Леонард Комон 2010. године. Чептегеијев рекорд је у међувремену спуштен на 26:24. Нови светски рекордер је Ронекс Кипруто из Кеније, који је овај рекорд истрчао у Валенсији 12. јануара 2020., само шест недеља након Чептегеија.
16. фебруара 2020. Чептегеи је поставио нови светски рекорд у друмској трци на 5 км у Монаку са временом 12:51. Претходни ратификовани рекорд био је 13:22, постављен од стране Роберта Кетера 9. новембра 2019. у Лилу у Француској. Чептегеијев рекорд је стајао скоро две године док га није оборио Бериху Арегави, који је трчао 12:49 на друмској трци у Барселони 31. децембра 2021.
7. октобра 2020. у Валенсији Чептегеи је поставио нови светски рекорд на 10.000 метара у времену од 26:11,00, чиме је побољшао 15-годишњи рекорд Кененисе Бекелеа за више од 6 секунди (26:17,53 у Бриселу 2005. године). У овој трци Чептегеи је имао подршку "пејсмејкера" Роја Хорнвега из Холандије, Метјуа Рамсдена из Аустралије и Николаса Кипкорира Кимелија из Кеније. Кимели је вукао трку до 5.000 метара, уз пролазно време од 13:07,80. Око 200 метара након овог пролазног времена, Чептегеи је изашао на чело трке, где је и остао до циља.
Дана 13. августа 2020., дан пре Атлетског митинга Дијамантске лиге у Монаку, Чептегеи је најавио да намерава да нападне светски рекорд на 5.000 метара. На митингу следећег дана, уз помоћ пејсмејкера Роја Хорнвега, Стивена Кисе и Метјуа Рамсдена, Чептегеи је истрчао нови светски рекорд на 5.000 метара са временом 12:35,36, чиме је оборио рекорд Кененисе Бекелеа стар 16 година. Чептегеијева пролазна времена су била:
- 1.000 метара: 2:31,87
- 2.000 метара: 5:03,77
- 3.000 метара: 7:35,14
- 4.000 метара: 10:05,46.

## Достигнућа

### Међународна такмичења
| Година | Такмичење                               | Место                       | Позиција | Дисциплина     | Резултат | Белешка |
| ------ | --------------------------------------- | --------------------------- | -------- | -------------- | -------- | ------- |
| 2014.  | Светско првенство у атлетици за јуниоре | Јуџин, САД                  | 4.       | 5.000 м        | 13:32,84 |         |
| 2014.  | Светско првенство у атлетици за јуниоре | Јуџин, САД                  | 1.       | 10.000 м       | 28:32,86 |         |
| 2014.  | Афрички шампионат                       | Маракеш, Мароко             | –        | 10.000 м       | одустао  |         |
| 2015.  | Афрички јуниорски шампионат             | Адис Абеба, Етиопија        | 1.       | 10.000 м       | 29:58,70 |         |
| 2015.  | Светско првенство                       | Пекинг, Кина                | 9.       | 10.000 м       | 27:48,89 |         |
| 2016.  | Олимпијске игре                         | Рио де Жанеиро, Бразил      | 8.       | 5.000 м        | 13:09,17 |         |
| 2016.  | Олимпијске игре                         | Рио де Жанеиро, Бразил      | 6.       | 10.000 м       | 27:10,06 |         |
| 2017.  | Светско првенство у кросу               | Кампала, Уганда             | 30.      | Трка сениора   | 30:08    |         |
| 2017.  | Светско првенство                       | Лондон,Уједињено Краљевство | 2.       | 10.000 м       | 26:49,94 |         |
| 2018.  | Игре Комонвелта                         | Гоулд Коуст, Аустралија     | 1.       | 5.000 м        | 13:50.83 |         |
| 2018.  | Игре Комонвелта                         | Гоулд Коуст, Аустралија     | 1.       | 10.000 м       | 27:19.62 |         |
| 2019.  | Светско првенство у кросу               | Архус, Данска               | 1.       | Трка сениора   | 31:40    |         |
| 2019.  | Светско првенство у кросу               | Архус, Данска               | 1.       | Сениори екипно | 20 поена |         |
| 2019.  | Светско првенство                       | Доха, Катар                 | 1.       | 10.000 м       | 26:48,36 |         |
| 2021.  | Олимпијске игре                         | Токио, Јапан                | 1.       | 5.000 м        | 12:58,15 |         |
| 2021.  | Олимпијске игре                         | Токио, Јапан                | 2.       | 10.000 м       | 27:43,63 |         |
| 2022.  | Светско првенство                       | Јуџин, САД                  | 9.       | 5.000 м        | 13:13,12 |         |
| 2022.  | Светско првенство                       | Јуџин, САД                  | 1.       | 10.000 м       | 27:27,43 |         |
| 2023.  | Светско првенство у кросу               | Батерст, Аустралија         | 3.       | Трка сениора   | 29:37    |         |
| 2023.  | Светско првенство у кросу               | Батерст, Аустралија         | 3.       | Сениори екипно | 37 поена |         |
| 2023.  | Светско првенство                       | Будимпешта, Мађарска        | 1.       | 10.000 м       | 27:51,42 |         |
| 2024.  | Светско првенство у кросу 2024.         | Београд, Србија             | 6.       | Трка сениора   | 28:24    |         |
| 2024.  | Светско првенство у кросу 2024.         | Београд, Србија             | 2.       | Сениори екипно | 31 поен  |         |
| 2024.  | Олимпијске игре                         | Париз, Француска            | 1.       | 10.000 м       | 26:43,14 | ОР      |